# Kostel svatého Prokopa (Stodůlky)
Kostel svatého Prokopa na sídlišti Nové Butovice ve Stodůlkách v městské části Praha 13 je kostel zdejšího komunitního centra sv. Prokopa. Jedná se o ekumenický filiální kostel římskokatolické farnosti Praha-Stodůlky při kostele svatého Jakuba Staršího, od 1. ledna 2017 také farní kostel farnosti pro neslyšící. Kostel i přilehlé komunitní centrum se nachází ve východní části Slunečního náměstí v ulici V Hůrkách 1292/8.

## Popis

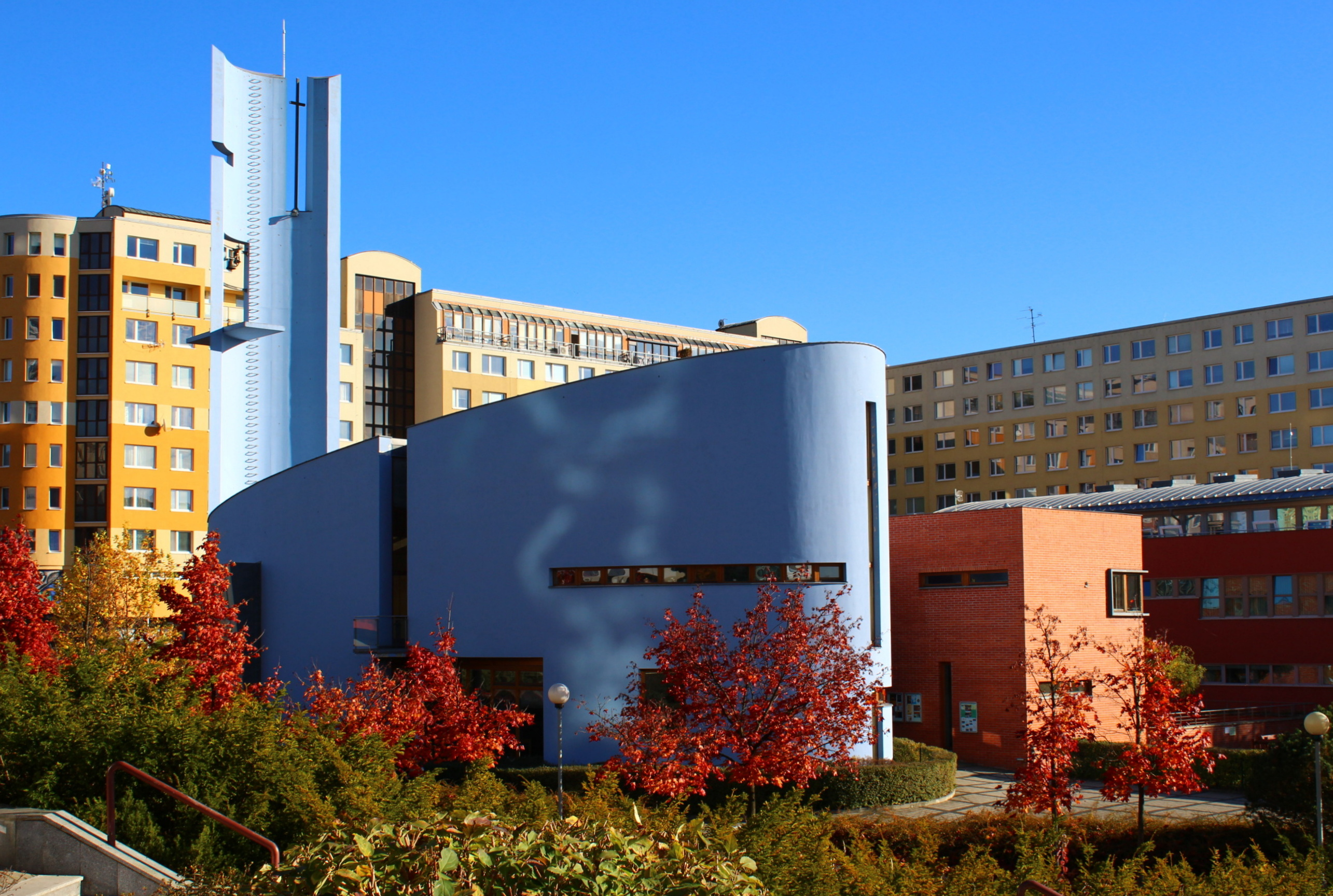
Kostel a komunitní centrum svatého Prokopa

Projekt vytvořil architekt Zdeněk Jiran s kolektivem (Jiran-Kohout architekti, s. r. o.). Dodavatelem stavby byla Konstruktiva Konsit a. s.
Kostel má modrý nátěr omítky. Loď kostela elipsovitého tvaru byl vystavěn v letech 1999-2001 jako součást Komunitního centra sv. Prokopa. Oválný tvar kostela bez jasného středu či počátku má podle tvůrců vyjadřovat rozumovou neuchopitelnost a nekonečnou platnost myšlenek, v jejichž jménu se zde lidé shromažďují. Nosnou konstrukci domu tvoří železobetonový stěnový systém v částech pod úrovní terénu a pravoúhlý skelet v bytovém traktu. Skelet kostela ze zděných pilířů je ztužený obvodovým korunním věncem, konstrukci střechy nesou dřevěné sbíjené vazníky, část kaple je shora osvětlena světlíky. Osa kostela směřuje k vertikále věže na Slunečním náměstí. V kostele se nachází kaple svatého Prokopa o kapacitě sto sedících osob a polyfunkční hala (učebnu, klubovna), které jsou vzájemně propojitelné a oddělitelné posuvnými zástěnami. V patře s galerií je umístěn samostatný společenský sál.

## Historie

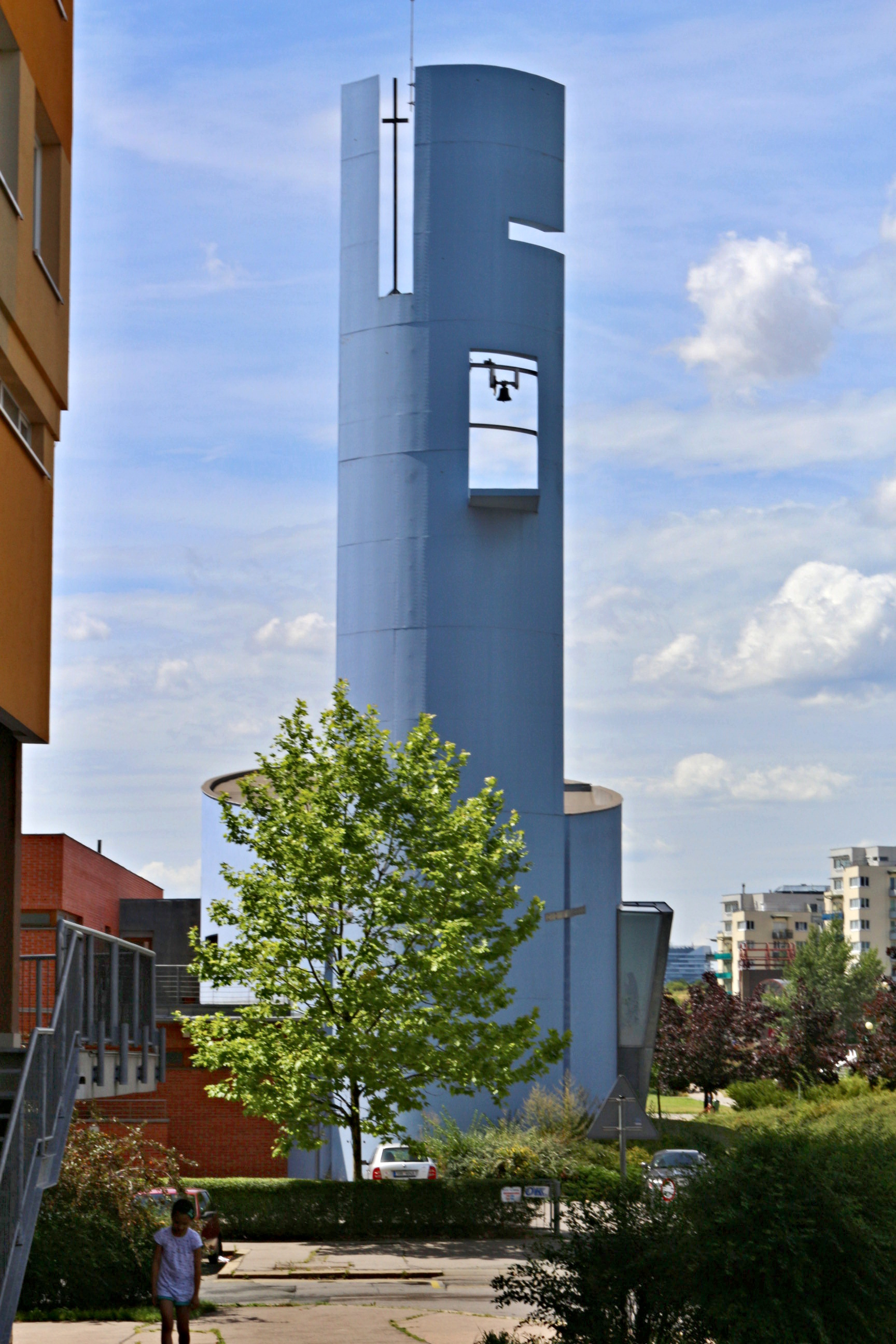
Věž kostela

Stavbu kostela i pozdějšího komunitního centra iniciovaly řádové sestry francouzské Kongregace Nejsvětější Svátosti (Congrégation missionnaire du Saint Sacrement) se sídlem v Lyonu. Francouzské sestry v čele se sestrou Madeleine Strobl, představenou pražského domu kongregace, daly podnět ke stavbě a podílely se administrativně, finančně i duchovně na projektu od jeho zrodu až po slavnostní otevření a následný začátek provozu. V původním plánu byla zamýšlena výstavba pouze samotného kostela, který měl být dle architektonického návrhu obložen opukou. Opukový základní kámen byl v prosinci 1999 posvěcen papežem Janem Pavlem II. na Letné při jeho návštěvě Prahy.
Autorem stavebního návrhu byl architekt Zdeněk Jiran. Samotná výstavba byla zahájena 1. března 2000, v dubnu 2001 byl na věž zavěšen zvon, kolaudace proběhla 10. května 2001 a právní moci nabyla 21. května, centrum slavnostně otevřeli starosta Petr Bratský, farář Mariusz Kuźniar a posvětil arcibiskup Miloslav Vlk 19. června 2001 v 17 hodin, širší provoz byl zahájen v září 2001. Zvláštností kostela jsou posuvné panely v interiéru, které umožňují upravovat velikost kostelní lodi pro bohoslužby.

## Patrocinium
Kostel svým zasvěcením svatému Prokopovi Sázavskému navazuje na poutní kostelík svatého Prokopa, který stával od roku 1711 nad Prokopským údolím a v roce 1966 byl odstřelen.